# B.J. Goodson
B.J. Goodson (Lamar, 29 maggio 1993) è un ex giocatore di football americano statunitense che ha militato nel ruolo di linebacker nella National Football League (NFL).

## Carriera

### New York Giants
Al college, Goodson giocò a football con i Clemson Tigers. Fu scelto nel corso del quarto giro (109º assoluto) del Draft NFL 2016 dai New York Giants. Debuttò come professionista subentrando nella gara del secondo turno contro i New Orleans Saints. La sua stagione da rookie si concluse con 15 presenze, nessuna delle quali come titolare, 9 tackle e un fumble forzato.

### Green Bay Packers
Il 2 settembre 2019 Goodson fu scambiato con i Green Bay Packers.

### Cleveland Browns
Il 20 marzo 2020 Goodson firmò un contratto di un anno con i Cleveland Browns.

### New York Jets
Il 14 settembre 2021 Goodson firmò un contratto di un anno con i New York Jets con cui disputò l'ultima stagione in carriera.